# Kipczacy
Kipczacy – lud turecki początkowo zajmujący tereny wokół dorzecza górnego Irtyszu. W połowie XI wieku osiadły na stepach dzisiejszego Kazachstanu i Rosji południowej, która to ziemia w literaturze muzułmańskiej nazywana jest Stepem Kipczackim. Wysunięty najbardziej na zachód szczep Kipczaków był w latopisach ruskich zwany „Połowcami”, zaś w zachodnim piśmiennictwie – „Kumanami”.
Kipczacy byli podzieleni na liczne plemiona, jednak nie posiadali jednego chana i choć łączyli się w większe organizmy nigdy nie zdołali stworzyć scentralizowanego państwa. Kipczacy trudnili się głównie pasterstwem koczowniczym. Na terenach przez nich podbitych stało wiele miast, utworzonych na szlakach łączących Bliski Wschód i Europę. Władcy państw islamskich chętnie tworzyli gwardie przyboczne z przedstawicieli tego plemienia. Po rozpadzie Imperium mongolskiego z plemion kipczackich wyłoniło się wiele spokrewnionych językowo narodowości – Kazachowie, Karakałpacy, Nogajowie, Karaczajowie, Kumycy, Karaimi i Tatarzy, którzy zaliczają się do grupy kipczackiej.